# Stephanie Siriwardhana
Stephanie Siriwardhana (Colombo, 5 febbraio 1988) è una modella singalese, eletta Miss Sri Lanka 2011 presso l'Hilton Hotel di Colombo l'11 luglio 2011, classificandosi davanti a Hiranthi Warusavitharana e Angela Jayatissa, rispettivamente seconda e terza classificata.
Pochissimo tempo prima dell'incoronazione, a giugno, la modella singalese si era laureata presso l'Università Concordia di Montréal in scienze politiche, con una specializzazione in giornalismo e comunicazione. In precedenza la Siriwardhana era stata molto attiva nell'organizzazione di eventi legati allo spettacolo, e lei stessa aveva anche recitato nel ruolo della protagonista del musical Annie. Stephanie Siriwardhana parla fluentemente singalese ed inglese.
Alta un metro e sessantotto, in quanto vincitrice del titolo di bellezza nazionale, Stephanie Siriwardhana ha rappresentato lo Sri Lanka in occasione di Miss Universo 2011, che si è tenuto a São Paulo, in Brasile, il 12 settembre 2011.